# Albrecht Schaeffer
Pour les articles homonymes, voir Schaeffer.
Albrecht Schaeffer, né le 6 décembre 1885 à Elbing et mort le 5 décembre 1950 à Munich, est un écrivain allemand. Sigmund Freud l'appelait « Mon écrivain ».

## Biographie
Ce fils de l'architecte Paul Schäffer grandit à Hanovre où il obtient son abitur. Il étudie à Munich, Marbourg et Berlin. En 1915, il revient à Hanovre et devient écrivain indépendant. Avec sa femme Irma Bekk et son fils, il vit à Berlin en 1915, en 1919 près de Rosenheim puis en 1931 à Rimsting. Révolté par le nazisme, mais surtout à cause des enfants à moitié juifs du premier mariage de sa seconde épouse Olga Heymann, mais aussi à cause de ses propres enfants de son second mariage, il émigre aux États-Unis en 1939. Il fonde avec sa femme à Croton, dans l'État de New-York, un foyer pour les enfants émigrés.
D'autres écrivains allemands en exil l'aident matériellement, notamment Thomas Mann qui joint des chèques à ses lettres pour Schaeffer.
Après la mort de sa femme, il retourne en Allemagne en 1950, mais il meurt la même année d'une crise cardiaque dans le tramway de Munich.

## Œuvre
L'œuvre vaste, en grande partie oubliée, d'Albrecht Schaeffer inclut tous les genres littéraires, s'inspire de thèmes antiques, mythologiques, médiévaux, mystiques mais aussi contemporains.
Schaeffer a aussi traduit Oscar Wilde, Paul Verlaine, Apulée et Homère.
L'œuvre majeure de Schaeffer est le roman Helianth, paru entre 1920 et 1924 chez Insel Verlag (sous-titre : Bilder aus dem Leben zweier Menschen von heute und aus der norddeutschen Tiefebene in neun Büchern dargestellt ; "Scènes de la vie de deux personnes d'aujourd'hui des plaines du nord de l'Allemagne figurant dans de nouveaux livres"). Les chapitres varient les formes de prose (il s'agit de la première publication d'un premier dialogue au téléphone). Le roman se passe entre Oldenbourg et Hanovre sur presque 2 000 pages. Une nouvelle version écrite durant son exil en Amérique est publiée en 1995.
De nombreux romans (Der Rosskamm von Lemgo, Gudula, Elli oder die sieben Treppen, Josef Montfort), nouvelles (Enak), aussi une épopée versifiée (Parsival) et d'autres écrits sont publiés par différents éditeurs.
- Die Sage von Odysseus. 1900
- Des Michael Schwertlos vaterländische Gedichte. Insel Verlag, Leipzig 1915
- Gudula oder Die Dauer des Lebens. Insel Verlag, Leipzig 1918
- Elli oder sieben Treppen. Insel Verlag, Leipzig 1919
- Helianth: Bilder aus dem Leben zweier Menschen nach der Jahrhundertwende. 1920-1924. Édition de Rolf Bulang, préface d'Adolf Muschg. 3 tomes. Bonn: Weidle 1995.  (ISBN 978-3-931135-14-0).
- Der göttliche Dulder. Insel Verlag, Leipzig 1920
- Der Raub der Persefone. Insel Verlag, Leipzig 1920.
- Der Reiter mit dem Mandelbaum. Gesellschaft der Bücherfreunde, Chemnitz 1922
- Die Saalborner Stanzen. Insel Verlag, Leipzig 1922
- Dichter und Dichtung. Insel Verlag, Leipzig 1923
- Das Kleinod im Lotos. Insel Verlag, Leipzig 1923
- Die Treibjagd und zwei Legenden. Schaffstein, Köln 1924
- Das Prisma. Insel Verlag, Leipzig 1925
- Der verlorene Sohn. Koehler & Amelang, Leipzig 1925
- Die Schuldbrüder (Die Brüder Chamisso). Deutsche Buch-Gemeinschaft, Berlin 1926
- Mitternacht. Insel Verlag, Leipzig 1928
- Das nie bewegte Herz. Deutsche Buch-Gemeinschaft, Berlin 1931
- Nachtschatten. Insel Verlag, Leipzig 1932
- Der Rosskamm von Lemgo. Deutsche Buch-Gemeinschaft, Berlin 1933
- Der General. Rütten & Loening, Frankfurt a. M. 1934
- Cara. Rütten & Loening, Frankfurt a. M. 1936
- Heile, heile segen. Rütten & Loening, Potsdam 1937
- Aphaia. Rütten & Loening, Potsdam 1937
- Ruhland, Lebensbild eines Mannes. Rütten & Loening, Potsdam 1937
- Rudolf Erzerum. Neuer Verlag Stockholm 1945
- Enak oder das Auge Gottes. Verlag Maria Honeit Hamburg 1948
- Die goldene Klinke. 1950
- Janna duCoeur. 1953
- Der grüne Mantel. 1955
- Mythos. Abhandlungen über die kulturellen Grundlagen der Menschheit. Heidelberg: Schneider 1958.
- Traumdeutung. 1985